# Federação Real Marroquina de Futebol
A Federação Marroquina de Futebol é uma federação afiliada à CAF, UAFA, UNAF e à FIFA, ela é responsável pela organização dos campeonatos disputados no país, como o Campeonato Marroquino de Futebol, assim como é responsável pela Seleção Marroquina de Futebol e pela Seleção Marroquina de Futebol Feminino.